# Throana flavizonata
Throana flavizonata là một loài bướm đêm trong họ Noctuidae.